# Thomas Sandsør
Thomas Jorde Sandsør (Tåsen, 7 aprile 1985) è un giocatore di calcio a 5, calciatore e giocatore di beach soccer norvegese, portiere del KFUM Oslo e portiere del Lyn.

## Biografia
Di padre norvegese e madre statunitense, è nato a Tåsen, nei pressi di Oslo.

## Carriera
Sandsør ha iniziato la carriera nelle giovanili del Lyn Oslo, in cui è entrato all'età di 6 anni. Successivamente ha vestito le maglie del Groruddalen – dove è rimasto per tre stagioni – e del Korsvoll. Nel 2010 è passato al Frigg.
Parallelamente all'attività calcistica, Sandsør si è dedicato anche al futsal: i campionati di quest'ultima attività, infatti, prendono il via al termine di quelli calcistici, rendendo compatibili la militanza in entrambi. Ha militato per l'Holmlia dal 2009 al 2012.
Nel 2011 ha firmato per il Lyn – squadra nata dalle ceneri del Lyn Oslo – e vi è rimasto fino al 2014. Nel 2015, è stato nuovamente in forza al Korsvoll.
Nella stagione 2015-2016, Sandsør ha difeso i pali del KFUM Oslo Futsal.
Il 25 novembre 2015 è stato convocato in Nazionale in vista delle partite contro Romania, Portogallo e Polonia che si sarebbero disputate rispettivamente il 10, l'11 ed il 13 dicembre successivi. Sandsør è stato impiegato nel corso della sfida contro la Nazionale polacca.
Il 19 gennaio 2016, il Lyn ha annunciato il ritorno in squadra di Sandsør.
Agli inizi del 2017, Sandsør è passato all'Hulløy, per far ritorno al KFUM Oslo in vista del campionato 2017-2018.

## Statistiche

### Presenze e reti nei club
Statistiche aggiornate al 5 dicembre 2017.
| Stagione           | Club               | Campionato         | Campionato | Campionato | Coppe nazionali | Coppe nazionali | Coppe nazionali | Coppe continentali | Coppe continentali | Coppe continentali | Supercoppe | Supercoppe | Supercoppe | Totale | Totale |
| Stagione           | Club               | Comp               | Pres       | Reti       | Comp            | Pres            | Reti            | Comp               | Pres               | Reti               | Comp       | Pres       | Reti       | Pres   | Reti   |
| ------------------ | ------------------ | ------------------ | ---------- | ---------- | --------------- | --------------- | --------------- | ------------------ | ------------------ | ------------------ | ---------- | ---------- | ---------- | ------ | ------ |
| 2005               | Groruddalen        | 2D                 | ?          | -?         | CN              | ?               | -?              | -                  | -                  | -                  | -          | -          | -          | ?      | -?     |
| 2006               | Groruddalen        | 2D                 | ?          | -?         | CN              | ?               | -?              | -                  | -                  | -                  | -          | -          | -          | ?      | -?     |
| 2007               | Groruddalen        | 2D                 | ?          | -?         | CN              | ?               | -?              | -                  | -                  | -                  | -          | -          | -          | ?      | -?     |
| Totale Groruddalen | Totale Groruddalen | Totale Groruddalen | ?          | -?         |                 | ?               | -?              |                    | -                  | -                  |            | -          | -          | ?      | -?     |
| 2008               | Korsvoll           | 2D                 | ?          | -?         | CN              | ?               | -?              | -                  | -                  | -                  | -          | -          | -          | ?      | -?     |
| 2009               | Korsvoll           | 2D                 | ?          | -?         | CN              | ?               | -?              | -                  | -                  | -                  | -          | -          | -          | ?      | -?     |
| 2010               | Frigg              | 2D                 | ?          | -?         | CN              | ?               | -?              | -                  | -                  | -                  | -          | -          | -          | ?      | -?     |
| 2011               | Lyn                | 4D                 | 23         | -?         | CN              | 0               | 0               | -                  | -                  | -                  | -          | -          | -          | 23     | -?     |
| 2012               | Lyn                | 3D                 | 26         | -?         | CN              | 3               | -?              | -                  | -                  | -                  | -          | -          | -          | 29     | -?     |
| 2013               | Lyn                | 2D                 | 26         | -?         | CN              | 2               | -?              | -                  | -                  | -                  | -          | -          | -          | 28     | -?     |
| 2014               | Lyn                | 2D                 | 12         | -?         | CN              | 1               | -?              | -                  | -                  | -                  | -          | -          | -          | 13     | -?     |
| 2015               | Korsvoll           | 3D                 | ?          | -?         | CN              | ?               | -?              | -                  | -                  | -                  | -          | -          | -          | ?      | -?     |
| Totale Korsvoll    | Totale Korsvoll    | Totale Korsvoll    | ?          | -?         |                 | ?               | -?              |                    | -                  | -                  |            | -          | -          | ?      | -?     |
| 2016               | Lyn                | 3D                 | 16         | -?         | CN              | 3               | -?              | -                  | -                  | -                  | -          | -          | -          | 19     | -?     |
| 2017               | Lyn                | 3D                 | 0          | 0          | CN              | 0               | 0               | -                  | -                  | -                  | -          | -          | -          | 0      | 0      |
| Totale Lyn         | Totale Lyn         | Totale Lyn         | 103        | -?         |                 | 9               | -?              |                    | -                  | -                  |            | -          | -          | 112    | -?     |
| Totale             | Totale             | Totale             | 103+       | -?         |                 | 9               | -?              |                    | -                  | -                  |            | -          | -          | 112+   | -?     |